# Les Femmes en blanc
Pour les articles homonymes, voir Dames en blanc, Femme en blanc, Une femme en blanc, Femmes en blanc et Jeunes filles en blanc.
Cet article possède un paronyme, voir Femme en blanc.
Les Femmes en blanc est une série de bande dessinée humoristique scénarisée par Raoul Cauvin et dessinée par Philippe Bercovici.
Le premier album est sorti en 1986. La série est également publiée dans le magazine Spirou du 19 mars 1981 (n°2240) au 22 septembre 2021 (n°4354).

## Synopsis

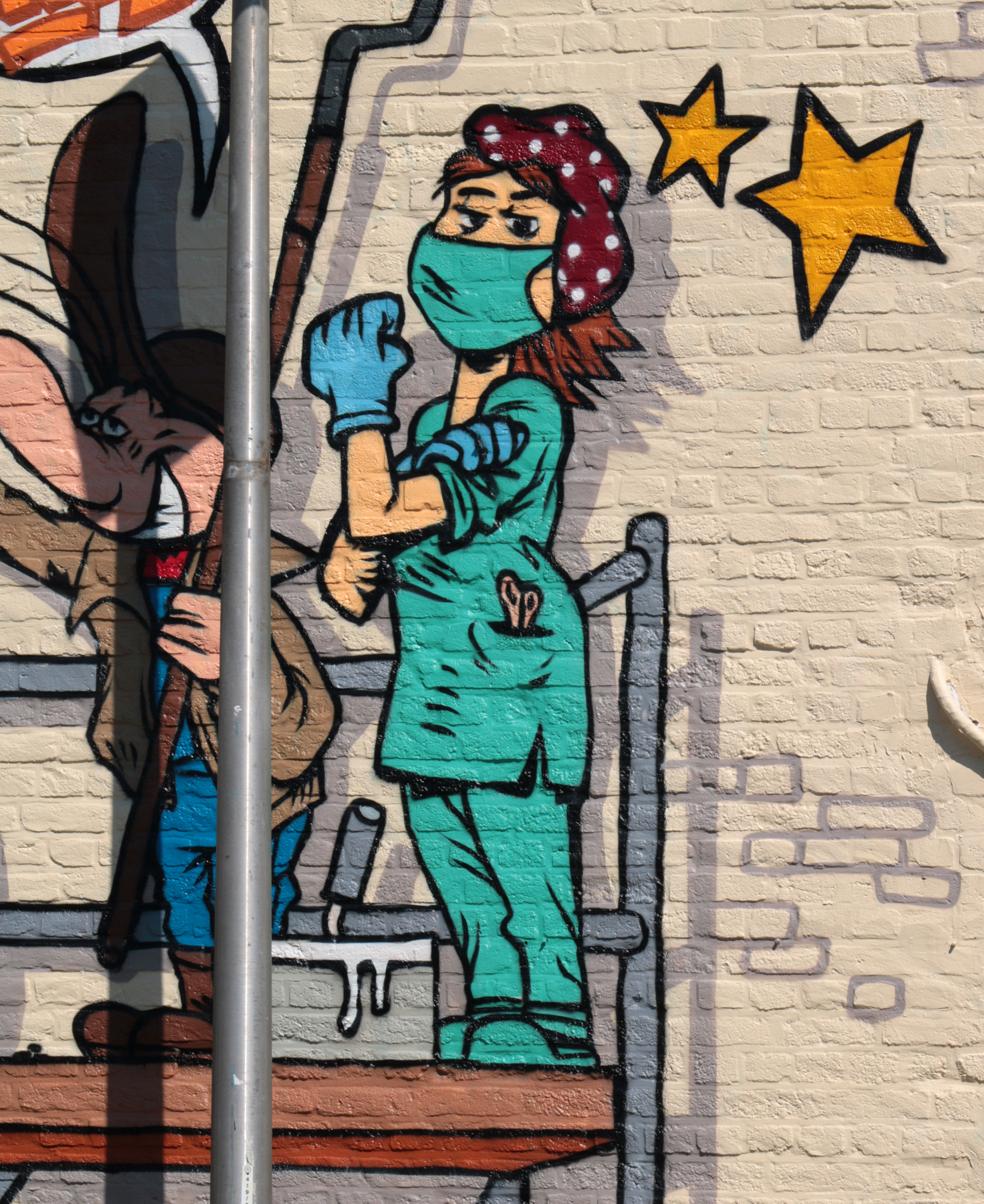
Une des Femmes en blanc peinte durant le festival de street art Fresh Paint OLLN sur la façade de la Maison de la Citoyenneté à Ottignies.

Cette bande dessinée a pour thème le domaine hospitalier que la série aborde avec un humour tantôt ironique, tantôt comique. Elle aborde de nombreuses anecdotes sur les patients et le personnel hospitalier, notamment les difficultés des infirmières qui souffrent de la surcharge de travail et du caractère des patients, et d'autre part, les problèmes des patients qui bien souvent angoissent à l'idée d'être opérés ou parfois souffrent de pathologies incongrues. 
La bande dessinée est composée d'histoires courtes de longueur variable (minimum une page, souvent deux à trois, mais cela peut aller jusqu'à cinq).

## Historique
Philippe Bercovici collabore avec Raoul Cauvin depuis l'âge de 13 ans, lorsque le scénariste, séduit par son style, lui a proposé de travailler chez Spirou après avoir reçu ses dessins. Ainsi, il dessine de 1979 à 1981 la série Les Grandes Amours contrariées sur un scénario de Cauvin, dans la rubrique Carte Blanche qui permet de révéler des jeunes auteurs. 
Les Femmes en Blanc fait sa première apparition dans Spirou dans le n°2240 du 19 mars 1981, alors que Bercovici vient tout juste d'avoir 18 ans. La série est présente très régulièrement dans le Spirou durant les quarante années suivantes et devient l'une des séries emblématiques de Raoul Cauvin et du magazine. De 2008 à 2015 des mini-récits de la série sont publiés dans Spirou, chacun portant sur une spécialité de médecine différente. 
En 2019, l'éditeur Dupuis annonce la fin de plusieurs séries en raison de l'érosion des ventes, et Les Femmes en blanc en fait partie. Cependant, alors que les autres séries arrêtées ont déjà disparu du magazine (Aria, Les Psy ou encore Mélusine), Les Femmes en blanc bénéficient d'un sursis inattendu à cause de la pandémie de Covid_19, période durant laquelle une série médicale semble plus que jamais d'actualité. Ainsi, le numéro 4283 du 13 mai 2020 met à l'honneur Les Femmes en blanc en couverture en soutien aux personnels soignants durant l'épidémie de Covid-19. Le dernier tome relié, le quarante-deuxième, est publié en 2020, et des gags issus de cet album sont donc publiés dans le magazine tout au long de l'année 2020 et également en 2021. Raoul Cauvin, le scénariste, décède le 19 août 2021. La dernière histoire de la série, de trois pages (gag numéro 670), est publiée dans le n°4351 du 01 Septembre 2021. Le numéro 4354 du 22 septembre 2021, hommage à Raoul Cauvin, est l'ultime apparition de la série dans le magazine, avec la publication des gags numéro 666 et 668. En 2022, dans le Spirou numéro double 4380/4381 fêtant les 100 ans des éditions Dupuis, tous les auteurs s'échangent leurs séries et rendent des hommages à des BD emblématiques de l'histoire de l'éditeur: ainsi, Théo Grosjean dessine un gag des Femmes en blanc.

## Personnages
Au fil des tomes, dont les titres contiennent des jeux de mots, plusieurs personnages apparaissent régulièrement comme le Docteur Minet, l'infirmière Nathalie, l'infirmière Lisette ou aussi bien la jeune stagiaire Louise souvent vue avec son père.

## Publication

### Albums
Aux éditions Dupuis :
- Tome 1 : Les femmes en blanc (1986)
- Tome 2 : Gaze à tous les étages (1987)
- Tome 3 : Superpiquées (1987)
- Tome 4 : Les jeunes filles opèrent (1988)
- Tome 5 : J'étais infirme hier (1989)
- Tome 6 : Gai rire à tout prix (1989)
- Tome 7 : Pinces, sang, rires (1990)
- Tome 8 : Six foies neufs (1991)
- Tome 9 : Piquées de grève (1992)
- Tome 10 : Machine à coudre (1992)
- Tome 11 : Sang dessus dessous (1993)
- Tome 12 : Cœur d'artiste chaud (1994)
- Tome 13 : En voie de disparition (1995)
- Tome 14 : Des corps rompus (1996)
- Tome 15 : Avant que le cor ne m'use ! (1996)
- Tome 16 : Elle met mal l'alèse (1997)
- Tome 17 : Le drain sifflera trois fois (1998)
- Tome 18 : Opération duo des nonnes (1998)
- Tome 19 : L'aorte sauvage (1999)
- Tome 20 : Je panse donc je suis (2000)
- Tome 21 : Corps de garde (2000)
- Tome 22 : Délivrez-nous du mâle (2001)
- Tome 23 : Perles rares (2002)
- Tome 24 : Si le cœur vous en dit (2003)
- Tome 25 : Lésions étrangères (2004)
- Tome 26 : Opération en bourse (2005)
- Tome 27 : Viscères au poing (2005)
- Tome 28 : Invité donneur (2006)
- Tome 29 : Au diable la varice (2007)
- Tome 30 : Overdose (2008)
- Tome 31 : Rentabilité maximum (2009)
- Tome 32 : Le chant du panaris (2010)
- Tome 33 : Sangsue alitée (2011)
- Tome 34 : Lavez, Maria (2012)
- Tome 35 : Des lits de fuite (2013)
- Tome 36 : Neuf mois de gros stress (2014)
- Tome 37 : Un bacille heureux (2015)
- Tome 38 : Potes de chambre (2016)
- Tome 39 : Baby Boum ! (2017)
- Tome 40 : Soufflez ! (2018)
- Tome 41 : Traitement et sale air ! (2019)
- Tome 42 : La radio de la méduse (2020)

### Mini-récits
Les mini-récits sont parus sous le titre Les femmes en blanc présentent. Certains ont ensuite été publiés en albums au format réduit.
1. Les Dermatologues : épiderme alors !
2. Supplément du Spirou n° 3666 du 16 juillet 2008
3. Les Chirurgiens esthétiques en stock
4. Supplément du Spirou n° 3701 du 18 mars 2009
5. Les Médecins légistes : autopsies au top !
6. Supplément du Spirou N° 3728 du 23 septembre 2009
7. Les Guérisseurs : des rebouteux pas rebutants !
8. Supplément du Spirou N° 3759 du 28 avril 2010
9. Les Dentistes - Ô dent, suspends ton vol...
10. Supplément du Spirou N° 3789 du 24 novembre 2010
11. Les Acupuncteurs : complètement piqués !
12. Supplément du Spirou N° 3806 du 23 mars 2011
13. Les Neurologues
14. Supplément du Spirou N°3885 du 26 septembre 2012
15. Prothésiste - Prouve que tu existes !
16. Supplément du Spirou N° 3921 du 5 juin 2013
17. La vieillesse qu'est-ce ?
18. Supplément du Spirou n° 3970 du 14 mai 2014
19. Podologue, c'est le pied !
20. Supplément du Spirou N°4009 du 11 février 2015

### Revues
Les gags sont publiés dans le magazine Spirou, et les personnages font également partie des contenus promotionnels du journal (dessins en réponse au courrier des lecteurs, dans le cadre de concours…).
Le journal a également publié les mini-récits à plier soi-même (histoires en 30 pages format A7).